# Regole di Hund
In fisica, in particolare in fisica atomica, le regole di Hund sono delle regole empiriche che consentono di determinare il termine spettroscopico (chiamato anche simbolo di termine) dello stato fondamentale negli atomi.

Tali regole sono state introdotte dal fisico tedesco Friedrich Hund e sono di utilità nella fisica dello stato solido ed in chimica.

## Le regole
Le regole sono:
1. Per una data configurazione elettronica il termine spettroscopico con il massimo spin ha energia minore, ed i restanti termini hanno energia crescente al diminuire dello spin.
2. Per ogni valore di spin, cioè per ogni molteplicità di un dato spin, il termine con maggiore momento angolare orbitale {\displaystyle L} ha energia minore.
3. Per ogni molteplicità di un dato momento angolare orbitale, in un atomo con la shell più esterna al massimo semipiena lo stato con il minore valore di momento angolare totale {\displaystyle J} ha energia minore, mentre in un atomo con la shell più esterna più che semipiena lo stato con il maggiore valore di {\displaystyle J} ha energia minore.

Tali regole mostrano come le interazioni energetiche tra gli elettroni determinano lo stato fondamentale di un sistema di elettroni. Le regole si basano sull'assumere che la repulsione coulombiana tra gli elettroni più esterni sia maggiore dell'interazione spin-orbita, a sua volta maggiore delle restanti interazioni. Tale assunzione corrisponde all'accoppiamento di Russell-Saunders.
Gli orbitali completi non contribuiscono al momento angolare orbitale e di spin totale in quanto la repulsione elettronica e l'interazione spin-orbita traslano i livelli energetici dello stesso valore, pertanto nell'ordinare i livelli energetici è determinante l'elettrone di valenza.
Una conseguenza immediata delle regole di Hund è il fatto che nel completamento di orbitali isoenergetici gli elettroni occupano il maggior numero possibile di orbitali vuoti.

## Esempio: il termine spettroscopico
Supponiamo di considerare l'atomo di ossigeno e l'atomo di carbonio le cui configurazioni elettroniche, allo stato fondamentale, sono:
Ossigeno: {\displaystyle [\mathrm {He} ]\;2s^{2}2p^{4}}
Carbonio: {\displaystyle [\mathrm {He} ]\;2s^{2}2p^{2}}
L'orbitale {\displaystyle p} corrisponde al numero quantico di momento angolare {\displaystyle L=1} e ad esso sono associati tre numeri quantici {\displaystyle M_{L}=-1,0,1} e quindi lo stato è tre volte degenere. Il numero quantico di spin è {\displaystyle S=1}. Nell'orbitale {\displaystyle p} ci stanno, al più, sei elettroni. Usando la terza regola di Hund si possono determinare i termini spettroscopici dei due atomi, che si scrivono secondo la formula {\displaystyle ^{(2S+1)}L_{J}}.
Poiché nell'ossigeno la shell più esterna è più che semipiena, allora il momento angolare totale assume il suo valore massimo, cioè {\displaystyle J_{max}=|L+S|=2} e quindi il simbolo di termine dell'ossigeno è {\displaystyle ^{3}P_{2}}. 
Usando la stessa argomentazione, poiché il carbonio ha shell più esterna meno che semipiena, il momento angolare totale assume il suo valore minimo, cioè  {\displaystyle J_{min}=|L-S|=0} e quindi il simbolo di termine è {\displaystyle ^{3}P_{0}}.